# Annica Black-Schaffer
Annica Maria Black-Schaffer, född 1978 i Norrköping, är en svensk fysiker. Den främsta delen av Black-Schaffers forskning handlar om supraledning, vilket är ett av de få helt kvantmekaniska fenomen som både är enkelt att mäta och har långtgående konsekvenser för materials egenskaper.

## Biografi
Annica Black-Schaffer växte del upp i Söderköping. År 1997 gick hon ut Ebersteinska gymnasiet och blev 2002 civilingenjör i teknisk fysik och elektroteknik vid Linköpings universitet. Black-Schaffer disputerade vid Stanford University i Kalifornien hösten 2009 i kondenserade materiens teori. Titeln på hennes avhandling är ”Electronic Correlations and Superconductivity in Graphite and Graphene”. Black-Schaffer var sedan postdoktor på Nordita, Nordiska institutet för teoretisk fysik under 1,5 år. Black-Schaffer kom till Uppsala första gången år 2011 genom en forskarassistenttjänst finansierad av Vetenskapsrådet vid Uppsala universitet.
Den 7 mars 2016 tilldelades Black-Schaffer svenska L’Oréal-Unesco For Women in Science-priset med stöd av Sveriges unga akademi. L’Oréal-Unesco For Women in Science-priset i Sverige syftar till att lyfta fram lovande kvinnor i inledningen av deras forskarkarriär inom naturvetenskap (även medicin), teknik och matematik och skapa förebilder för kommande generationer. Black-Schaffer fick priset med motiveringen ”[…]för enastående forskningsresultat inom supraledning och dess spännande applikationer rörande kvantdatorer.” En prissumma om 150 000 kronor delas ut dagen för den internationella kvinnodagen och pristagaren erbjuds ett ettårigt mentorprogram som anordnas av Sveriges unga akademi. Black-Schaffer mottog priset för sin forskning inom nya supraledare där strukturen, den så kallade topologin, kan användas för att bygga robusta kvantdatorer. Black-Schaffer arbetar för att förstå de topologiska supraledarnas egenskaper och hur de kan användas för en framtida kvantdator. Under sin karriär har Black-Schaffer bidragit till publiceringen av mer än 40 artiklar i välansedda vetenskapliga tidskrifter inom fysik.
Black-Schaffer har även mottagit utmärkelser såsom Göran Gustafssons stora pris till unga forskare (2014) och Wallenberg Academy Fellows karriärprogram (2014). Black-Schaffer har även tagit emot Benzeliuspriset, utdelat av Kungliga Vetenskaps-Societeten i Uppsala (2013).
År 2017 blev Black-Schaffer tillsammans med Cedric Linder (forskare inom fysikens didaktik) de första forskarna vid institutionen för fysik och astronomi att utses till ”outstanding referees” av American Physical Society (APS). APS utser 150 ”outstanding referees” varje år sedan 2008. Urvalet sker bland de totalt 60 000 aktiva forskare som granskar andra forskares vetenskapliga artiklar genom peer-reviews. APS redaktörer utser personerna baserat på kvalitet, antal artiklar som granskats och aktualiteten i rapporterna.
Black-Schaffer tillträdde som professor vid Institutionen för fysik och astronomi, materialteori vid Uppsala universitet den 1 november 2017.

## Priser och utmärkelser
- Benzeliuspriset, Kungliga Vetenskaps-Societeten i Uppsala (2013)[5]
- Göran Gustafssons stora pris till unga forskare (2014)[4]
- Wallenberg Academy Fellows karriärprogram (2014)[4]
- L’Oréal-Unesco For Women in Science, den 7 mars 2016, för enastående forskningsresultat inom supraledning och dess spännande applikationer rörande kvantdatorer.[4]
- "Outstanding referee" av American PhysicalSociety (APS) (2017)[2]